# 世界の光 親鸞聖人
『世界の光 親鸞聖人』（せかいのひかり しんらんしょうにん）は、1992年6月より発売が開始されたOVA。VHSでは全6巻、DVDでは「親鸞聖人と王舎城の悲劇」を加えた全7巻。浄土真宗の開祖である親鸞の生涯を描いた全6部のシリーズ。
チューリップ企画が制作・販売している。

## キャスト
- 親鸞 - 山口勝平（第1巻・松若丸）、松本保典（第1巻・青年期）、屋良有作（第1巻 - 第3巻、成人期）、高橋幸治（第4巻、中年期）、麦人（第5巻、老年期）、柴田秀勝（第6巻、晩年）
- 法然 - 松村彦次郎（第1巻 - 第3巻）
- 聖徳太子 - 小川真司（第1巻）
- 玉日姫 - 横尾まり（第1巻 - 第3巻）
- 聖覚法印 - 石丸博也（第1巻 - 第2巻）
- 慈鎮和尚 - 麦人（第1巻）
- 覚明房 - 緑川光（第1巻）、掛川裕彦（第2巻）
- 藤原範綱 - 有本欽隆（第1巻）
- 吉光御前 - 島本須美（第1巻）
- 堂僧 - 喜多川拓郎（第1巻）
- 女官 - 引田有美（第1巻、第3巻）
- 僧 - 鈴木勝美（第1巻）
- 九条兼実 - 小川真司（第2巻 - 第2巻）
- 熊谷蓮生房 - 西村知道（第2巻）
- 平敦盛 - 石田彰（第2巻）
- 善恵房 - 鈴木勝美（第2巻）
- 勢観房 - 中博史（第2巻）
- 念仏房 - 小野健一（第2巻）
- 聖信房 - 川津泰彦（第2巻）
- 天皇 - 田原アルノ（第2巻）
- 左大臣 - 喜多川拓郎（第2巻）
- 老婆 - 巴菁子（第2巻 - 第3巻）
- 信空 - 岡和男（第2巻）
- 側女 - 引田有美（第2巻）
- 安楽房 - 北川勝博（第3巻）
- 住蓮房 - 牛山茂（第3巻）
- 松虫 - 弥生みつき（第3巻）
- 鈴虫 - 石津彩（第3巻）
- 藤壺 - 麻志奈純子（第3巻）
- 西阿 - 園部啓一（第3巻）
- 西仏房 - 平田広明（第3巻）、田中正彦（第4巻）
- 蓮位房 - 西尾徳（第3巻 - 第6巻）
- 智明房 - 彩乃木崇之（第3巻）
- 上皇 - 飯塚昭三（第3巻）
- 右大臣 - 山下啓介（第3巻）
- 左大臣 - 河合義雄（第3巻）
- 権助 - 喜多川拓郎（第3巻）
- 平太 - 鈴木勝美（第3巻）
- 吾作 - 小野健一（第3巻）
- 女官 - 浅野典子（第3巻）
- 弟子 - 巻島直樹（第3巻）
- 弁円／明法房 - 中尾彬（第4巻）、郷里大輔（第5巻）
- 日野左衛門 - 樋浦勉（第4巻）
- 弁長 - 森山潤久（第4巻）
- 弁空 - 坂口芳貞（第4巻）
- 弁海 - 亀井三郎（第4巻）
- 御内室 - 藤田淑子（第4巻）
- 善鸞 - 宮本充（第4巻）、樋浦勉（第5巻 - 第6巻）
- お兼 - 日色ともゑ（第4巻）
- 平太郎 - 江藤潤（第4巻）、中尾隆聖（第5巻 - 第6巻）
- 甚作／性信房 - 青森伸（第4巻 - 第6巻）
- 六兵衛 - 田原アルノ（第4巻）
- 多作 - 鈴木勝美（第4巻）
- 権太 - 伊藤栄次（第4巻）
- 夢の人 - 小川真司（第4巻）
- 兵衛門 - 山村聡（第4巻、特別出演）
- オサク - 一柳みる（第5巻）
- 覚信尼 - 岩男潤子（第5巻）、金月真美（第6巻）
- 真仏房 - 塩屋翼（第5巻 - 第6巻）
- 信楽房 - 福田信昭（第5巻 - 第6巻）
- 唯円房 - 鈴木勝美（第5巻 - 第6巻）
- 日蓮 - 中田譲治（第5巻）
- 佐竹 - 丸山詠二（第5巻）
- 善鸞の妻 - 百々麻子（第6巻）
- 良作 - 室園丈裕（第6巻）
- ハル - 福島菜七子（第6巻）
- ハナ - 林玉緒（第6巻）
- 釈尊 - 小川真司（第6巻）
- ナレーション - 鈴木弘子（第1部 - 第3部、第6部）、来宮良子（第4部）、弥永和子（第5部）

## スタッフ
- 総監督・演出：大庭秀昭
- 制作プロデューサー：隈部昌二、駒井良二
- 美術監督：松平聡
- 撮影監督：小西一廣
- 音楽：長岡成貢、丸谷晴彦
- 音響監督：本田保則

## 関連作品
- 親鸞聖人と王舎城の悲劇